# Шарлотенбург-Вилмерздорф
Шарлотенбург-Вилмерздорф је четврти административни округ (Bezirk) Берлина. Налази се на западу центра града.
У овом округу се налазе: Технички универзитет, Универзитет уметности, Немачка опера и Олимпијски стадион.
Округ има површину од 64,7 km² и 317.204 становника (2008).